# متحف موموفوكو أندو لكأس النودلز
متحف مومفوكو أندو لكأس النودلز (باليابانية: カップヌードルミュージアム 大阪池田) هو متحف مخصص للنودلز الفورية وكأس النودلز، بالإضافة إلى مؤسسه موموفوكو أندو.

يوجد المتحف بمدينة إكيدا في أوساكا، ويقع قرب محطة إكيدا على خط هانكيو-تاكارازوكا. والدخول إليه مجاني.
يوجد أيضا متحف كأس نودلز في يوكوهاما يضم أربعة طوابق بها معارض تعرض تاريخ النودلز الفورية وقصة موموفوكو أندو.

## خصائص
يتوفر المتحفان كلاهما على ورشة رامن فوري تمكن الزائرين من صنع النودلز الفورية «الطازجة» الخاصة بهم، ويجب حجز موعد مسبقا للاستغادة نن هذه الخاصية في المتحف. يوجد أيضا مصنع نودلز يستطيع فيه الزائرون تشكيل كأس النودلز الخاص بهم من مكونات معدة مسبقا مقابل رسم يبلغ 300 ين.

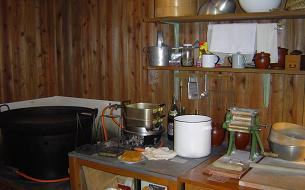
إعادة تشكيل لورشة أندو في متحف النودلز الفورية
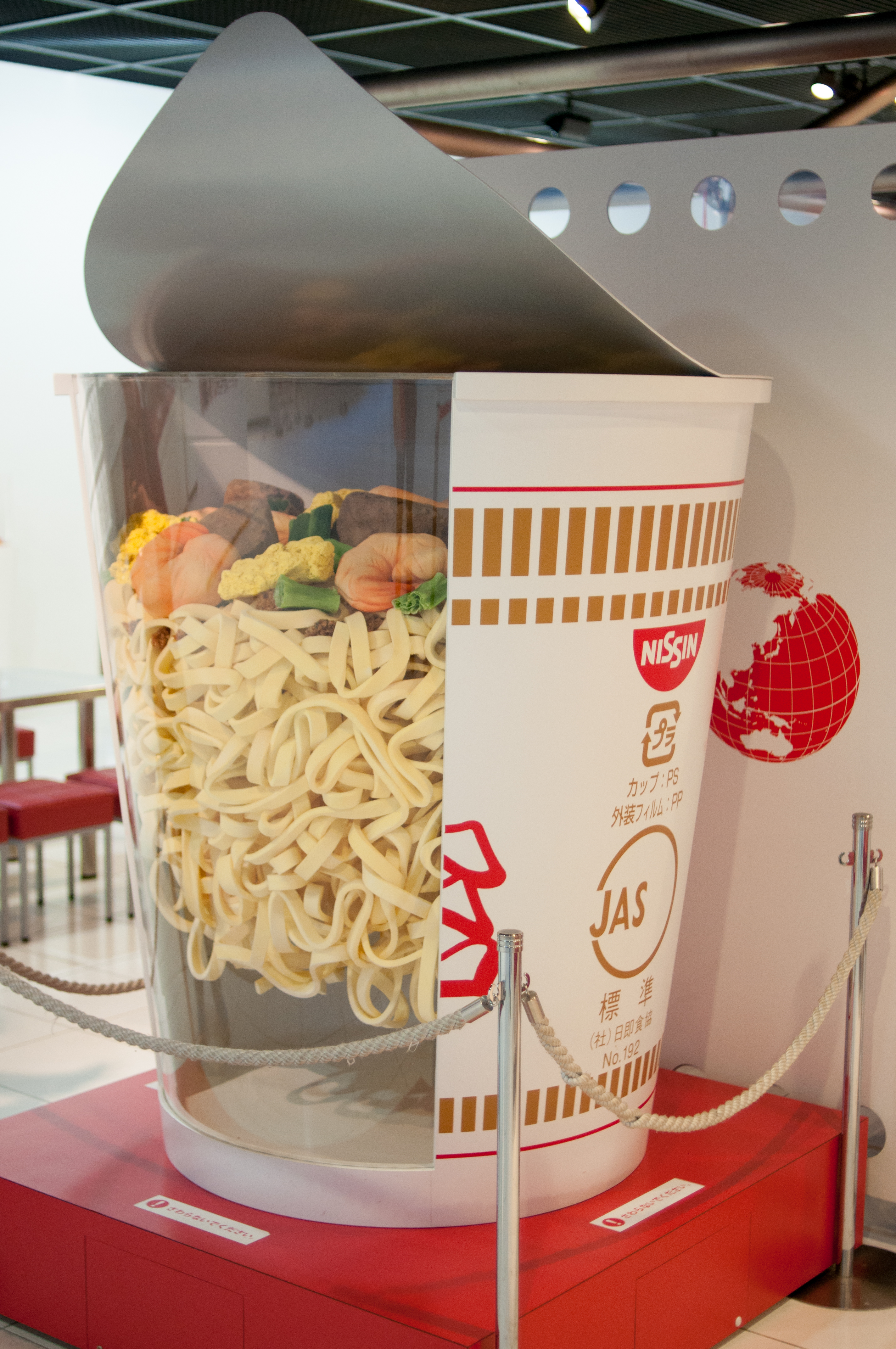
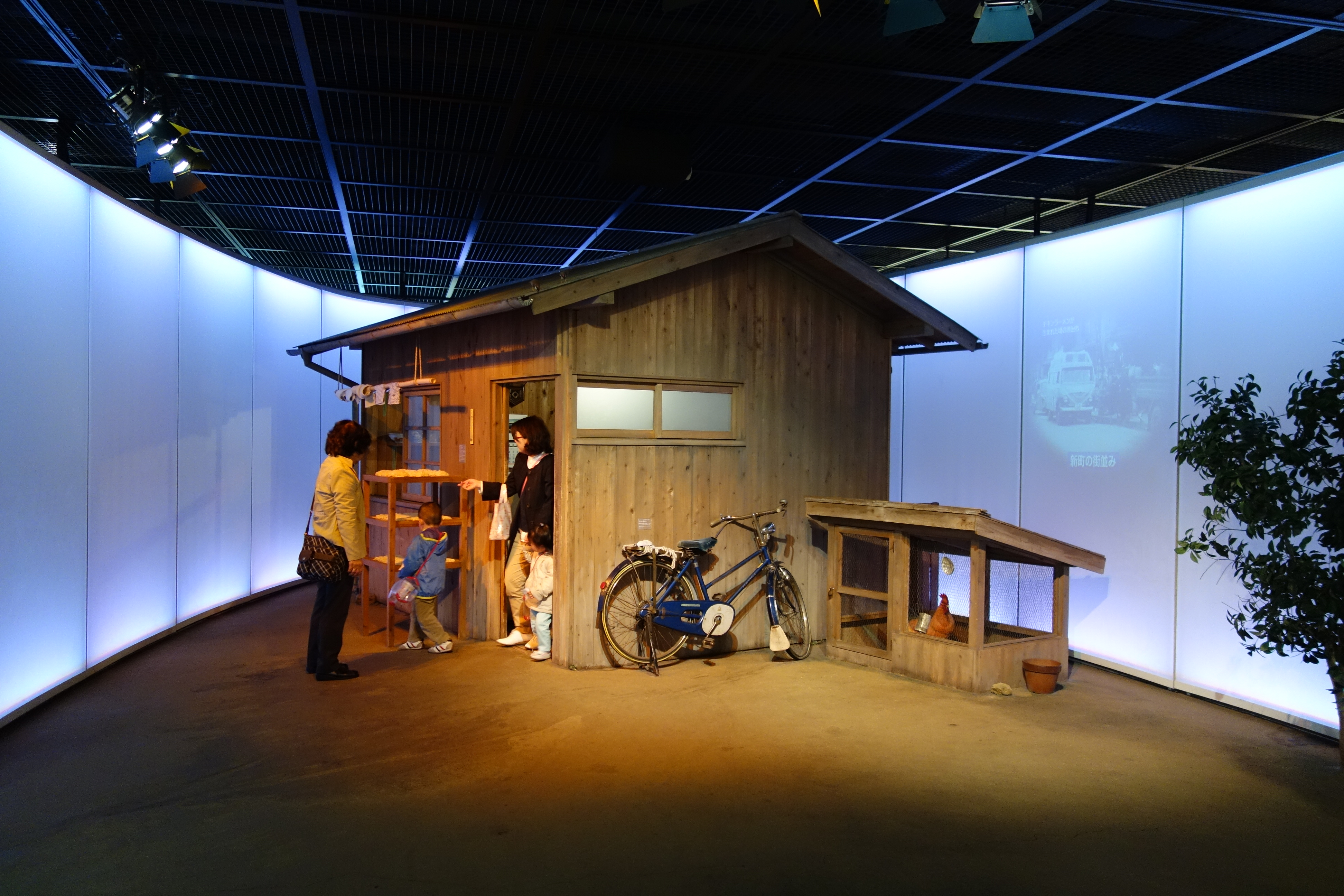

## وصلات خارجية
- The Momofuku Ando Instant Ramen Museum
- The Momofuku Ando Instant Ramen Museum
- The Momofuku Ando Instant Ramen Museum
- CupNoodles Exhibitions/Attractions
- CupNoodles Museum
- CupNoodles Museum